# Melanie Liburd
Melanie Liburd (Hertfordshire; 11 de noviembre de 1987) es una actriz y modelo británica, principalmente conocida por sus papeles en las series de televisión Dark Matter (2016), Power Book II: Ghost (2020-2022), This Is Us (2018-2021) y The Grinder (2015). 

## Biografía

### Infancia y juventud
Melanie nació el 11 de noviembre de 1987 en Hertfordshire, Inglaterra, hija de Georgina, agente de bienes raíces y Michael Liburd, experto en artes marciales. Su madre nació en Russell Square en Londres y su padre en la isla de San Cristóbal y Nieves. Antes de formarse como actriz en The Identity Drama School, fue modelo de moda y belleza. También estudió Historia del Arte y obtuvo una licenciatura con Honores en Diseño de Moda.

### Carrera
Entre 2012 y 2016, participó en varios episodios de conocidas series de televisión británicas como Strike Back (2012), Dracula (2013), Stalker (2014), CSI: Crime Scene Investigation (2014) y The Grinder (2015).  En 2013, tuvo un papel secundario en la película de comedia para televisión What Would Dylan Do? como Brooke la adinerada y divorciada compañera de piso de Kelly Rowland. En 2015, participó en la película Runaway Island estrenada en el American Black Film Festival 2015 (ABFF; del 11 al 14 de junio). Al año siguiente, en 2016, fue elegida para interpretar su primer papel protagonista como Nyx Harper en la segunda temporada de la serie televisiva de ciencia ficción canadiense Dark Matter.
En 2016, apareció como sacerdotisa roja en el episodio «Nadie» de la sexta temporada de la serie de HBO Game of Thrones. Fue elegida para la serie de televisión de suspenso psicológico Gypsy de Netflix a finales de 2016. De 2018 a 2019, Liburd interpretó a Zoe en This Is Us primero como invitada y en la tercera temporada como personaje principal. Entre 2020 y 2022, interpretó a Carrie Milgram en la serie de televisión estadounidense Power Book II: Ghost. En diciembre de 2021, la serie fue renovada para una tercera temporada, que se estrenó el 17 de marzo de 2023.
En 2023, Liburd proporcionó la captura de movimientos del personaje de Saga Anderson en el videojuego Alan Wake II de la desarrolladora de videojuegos Remedy Entertainment.

## Filmografía

### Cine
| Año  | Título                      | Papel          | Notas | Ref.          |
| ---- | --------------------------- | -------------- | ----- | ------------- |
| 2015 | Un encargo muy especial     | Amanda         |       | [ 13 ] [ 14 ] |
| 2015 | Runaway Island              | Kira Geoffries |       |               |
| 2017 | Double Play                 | Solema         |       |               |
| 2018 | Brian Banks: nunca es tarde | Karina         |       | [ 15 ]        |
| 2023 | Perpetrator                 | Jean           |       | [ 16 ]        |
| 2024 | Bad Boys: Ride or Die       | Christine      |       | [ 17 ]        |
| 2025 | Catalyst                    | La arquitecta  |       |               |

### Televisión
| Año             | Título                         | Papel                       | Notas                                                           | Ref.   |
| --------------- | ------------------------------ | --------------------------- | --------------------------------------------------------------- | ------ |
| 2012            | Strike Back                    | Asmara                      | 2 episodios                                                     |        |
| 2013            | Dracula                        | Ladybird                    | 1 episodio                                                      |        |
| 2013            | What Would Dylan Do?           | Brooke                      | Telefilme                                                       | [ 2 ]  |
| 2014            | Stalker                        | Lori Carter                 | Episodio piloto                                                 |        |
| 2014            | CSI: Crime Scene Investigation | Natalie Barrow / The Hornet | Episodioː «Dead Rails»                                          |        |
| 2015            | The Grinder                    | Ivy Dexter                  | 2 episodios                                                     |        |
| 2016            | Juego de Tronos                | Sacerdotisa roja            | Episodio: «Nadie»                                               | [ 5 ]  |
| 2016            | Dark Matter                    | Nyx Harper                  | Papel principal; 12 episodios                                   | [ 4 ]  |
| 2017            | Gypsy                          | Alexis Wright               | Papel principal; 10 episodios                                   | [ 6 ]  |
| 2018-2019; 2021 | This Is Us                     | Zoe Baker                   | Papel invitado (temporadas 2 y 5) Papel principal (temporada 3) | [ 8 ]  |
| 2020            | Make It Work!                  | Ella misma                  | Programa de televisión especial                                 |        |
| 2020-2022       | Power Book II: Ghost           | Caridad «Carrie» Milgram    | Papel principal; 20 episodios                                   | [ 9 ]  |
| 2023            | The Idol                       | Jenna                       | Papel recurrente; 6 episodios                                   | [ 18 ] |
| 2024            | Bel-Air                        | Tiana                       | Episodio «Black Lotus»                                          |        |
| 2025            | High Potential                 | Tiana Johnson               | Episodio «The RAMs»                                             |        |

## Videojuegos
| Año  | Título      | Papel         | Notas                                                            | Ref.   |
| ---- | ----------- | ------------- | ---------------------------------------------------------------- | ------ |
| 2023 | Alan Wake 2 | Saga Anderson | Voz y captura de movimientos; uno de los dos personajes jugables | [ 12 ] |

## Premios y nominaciones
| Año  | Premio                       | Categoría                                               | Trabajo nominado | Resultado | Ref.          |
| ---- | ---------------------------- | ------------------------------------------------------- | ---------------- | --------- | ------------- |
| 2023 | The Game Awards              | Mejor interpretación                                    | Alan Wake 2      | Nominada  | [ 19 ]        |
| 2024 | New York Game Awards         | Premio Great White Way a la mejor actuación en un juego | Alan Wake 2      | Ganadora  | [ 20 ]        |
| 2024 | D.I.C.E. Awards              | Logro excepcional en actuación de personaje - femenino  | Alan Wake 2      | Nominada  | [ 21 ] [ 22 ] |
| 2024 | British Academy Games Awards | Interpretación en papel principal                       | Alan Wake 2      | Nominada  | [ 23 ]        |